# Saguinus melanoleucus
Il tamarino dalla gualdrappa (Saguinus melanoleucus Ribeiro, 1912) è un primate platirrino della famiglia dei Callitricidi.
Con due sottospecie (Saguinus melanoleucus melanoleusus e Saguinus melanoleucus crandalli) vive nel bacino amazzonico brasiliano, nella zona delimitata dai fiumi Jurua e Tarauca.
Veniva considerato una sottospecie di Saguinus fuscicollis (S. fuscicollis melanoleucus), al quale è morfologicamente e comportamentalmente molto simile, presentando tuttavia una colorazione differente: S. melanoleucus, infatti, pur avendo la pelle nera (lo si nota nelle zone nude, come orecchie, faccia, zampe e zona sottocaudale), presenta mantello del tutto bianco candido, eccezion fatta per alcune sfumature brunastre o grigiastre sulle cosce e sul quarto posteriore.